# 玫瑰少年 (紀錄片)
《玫瑰少年》是2009年臺灣導演王君強執導的紀錄片。

## 劇情
透過2000年葉永鋕事件的相關影像紀錄，並採訪高中生「錡錡」和髮型師「班尼」的生命經驗，關注臺灣的性別教育發展。

## 外部連結
- YouTube上的如男生像女生 我們會不會是好朋友－玫瑰少年